# Сироватка (річка)
Сиро́ватка — річка в Україні, у межах Сумського району Сумської області. Ліва притока Псла (басейн Дніпра).

## Опис
Довжина річки 58 км, площа басейну 738 км². Долина коритоподібна, завширшки до 3 км, завглибшки до 50 м. Заплава завширшки до 600 м, у верхів'ї заболочена, є заплавні озера. Річище звивисте, завширшки до 5 м. Похил річки 1,3 м/км. У басейні річки є понад 20 ставків.

## Розташування
Сироватка бере початок у селі Колотилівка Бєлгородської області (неподалік від українсько-російського кордону). Тече переважно на захід (частково на північний захід), у пониззі — на південний захід. Впадає до Псла біля північної околиці смт Низи, що на південь від міста Сум.

## Притоки

### Праві
- Балка Довга - протікає у Краснопільській селищній громаді, починається у селі Михайлівське, тече переважно на південь і впадає у Сироватку у селі Михайлівка.[2]
  - Балка Шестакова - ліва притока Балки Довгої, починається на східній околиці села Михайлівське[2]
- Балка Лебедівщина - протікає у Краснопільській селищній громаді, починається на південному заході від села Михайлівське, впадає у Сироватку на північній околиці селища Краснопілка.[2]
  - Яр Кривий - права притока балки Лебедівщина[2]
- Яри Шминдани - протікає у Краснопільській громаді, впадає у Сироватку західніше селища Краснопілля[2]
- Балка Крутий Яр — протікає у Краснопільській громаді, впадає у Сироватку між селищем Краснопілля та селом Самотоївка[3]
- Яр Довгий - починається біля хутора Воропаївка, тече спочатку на захід, потім на південь, впадає у Сироватку на північно східній околиці села Самотоївка[2]
- Яр Костів - протікає у Краснопільській громаді, впадає у Сироватку у селі Самотоївка[2]
- Яр Васильївщина - протікає у Краснопільській громаді, впадає у Сироватку у селі Глибне[2]
- Яр Катечин - протікає на межі Краснопільської селищної та Верхньосироватської сільської громад, впадає у Сироватку на західній околиці села Хвойне[2]
- Залізняка[2]
- Бездрик

### Ліві

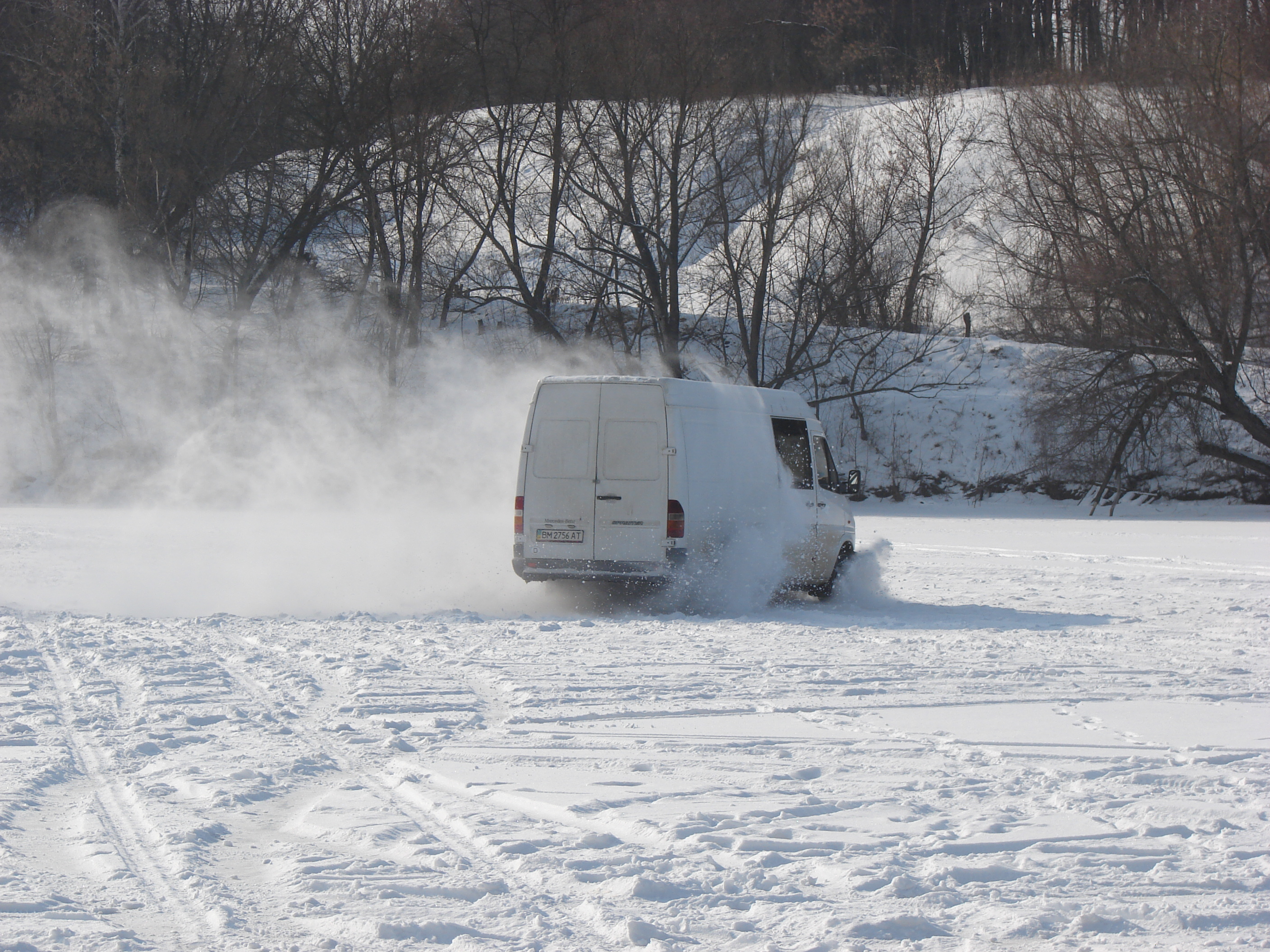
Зимове раллі на ставку на річці Тонка

- Балка Пасіка - протікає у Краснопільській селищній громаді, впадає у Сироватку на південно-східній околиці села Покровка[3]
- Яр Гарковський - протікає у Краснопільській громаді, впадає у Сироватку поблизу південної околиці села Покровка[2]
- Балка Обнога - протікає у Краснопільській громаді, впадає у Сироватку між селами Покровка та Михайлівка[3]
- Закобильня
- Балка Тонка - бере початок у селі Хмелівка, тече переважно на північ, у селищі краснопілля повертає на захід і впадає у Сироватку[2]
  - Балка Попова - ліва притока балки Тонкої, впадає на околиці селища Краснопілля[2][3]
- Балка Крута - протікає у Краснопільській громаді, впадає у Сироватку на східній околиці села Самотоївка
- Балка Баксар - протікає у Краснопільській громаді, впадає у Сироватку у селі Самотоївка
- Грязна
- Рублена
- Бобрик
- Крупець
- Яр Чирбяк - впадає на околиці села Нижня Сироватка, біля залізничної станції Сироватка

Населені пункти вздовж берегової лінії: с. Колотилівка, с. Покровка, с. Михайлівка, смт Краснопілля, с. Самотоївка, с. Глибне, с. Верхня Сироватка, с. 
Новоселиця, с. Нижня Сироватка.

## Цікаві факти
- Безліч притоків річки щезло, пересохло. Наприклад, ліва притока Кровиця біля с. Самотоївка.
- У часи Київської Русі річка мала назву Сага.
- У часи заселення Слобожанщини річка змінювала назву — Суровіца, Сировіца, Сироватка. «Су» — у перекладі з татарської — «вода».
- На початку 1960-х рр. у верхів'ях Сироватки (від Покровки до Самотоївки) проведено перший етап меліорації. Для річки викопано штучне русло, від чого вона отримала у цій місцевості паралельну назву — «Канава». Другий етап меліорації пройшов на початку 1980-х рр.
- Перед останнім льодовиковим періодом Сироватка була притокою річки Сейм, а Псел впадав у Сироватку.
- При річці розташовані села Верхня Сироватка і Нижня Сироватка. До середини ХІХ ст. було ще село Вища Сироватка (інша назва — Злодіївка), що створювало плутанину з с. Верхня Сироватка. Сьогодні це село — Покровка Краснопільського району.
- На річці від Самотоїки до Верхньої Сироватки є каскад із 4 штучних ставків рибного господарства «Сироватка». Вирощується короп, карась, товстолобик, білий амур, щука.